# 中野真矢
中野 真矢（なかの しんや、1977年10月10日 - ）は、千葉県大網白里市出身のオートバイ・ロードレースライダー。
1998年、全日本ロードレース選手権GP250チャンピオン。1999年よりロードレース世界選手権に参戦。甘いマスクでありニックネームは「王子」。とにかく転倒しない、転倒しても重傷を負わないステディなライディングで知られている。
2008年、モーターサイクルファッションブランド、"56design"を地元にオープン。レーサーとしてだけではなく、プロデューサーとしても活躍の幅を広げている。

## 略歴
父の影響で、5歳からポケットバイク（ポケバイ）レースを始める。その後ミニバイクを経てロードレースへステップアップする。
1998年、全日本ロードレース選手権GP250クラスにて9戦8勝でチャンピオンとなった中野は、翌1999年からロードレース世界選手権に戦いの舞台を移し、テック3・ヤマハより、GP250クラスにフル参戦を開始。デビューレースである開幕戦マレーシアGPで表彰台に乗り（3位）、第2戦日本グランプリでグランプリ初優勝。年間ランキング4位で、この年のルーキー・オブ・ザ・イヤーに輝いた。
2000年、引き続き同選手権GP250クラスに参戦。年間最多勝となる5勝を挙げ、チームメイトのオリビエ・ジャック、全日本時代からのライバル加藤大治郎、宇川徹とシーズン最後までタイトル争いを繰り広げた。最終戦オーストラリアGP（フィリップアイランド）では最終ラップまでトップを走り、この順位でチェッカーを受ければチャンピオンという状況で、2番手を走行していたジャックにゴール直前でかわされ2位に終わる。（0.014秒差）年間ランキングも2位となった。
2001年より、最高峰クラスGP500にステップアップ。表彰台を獲得する等して活躍し、ルーキー・オブ・ザ・イヤーを獲得。

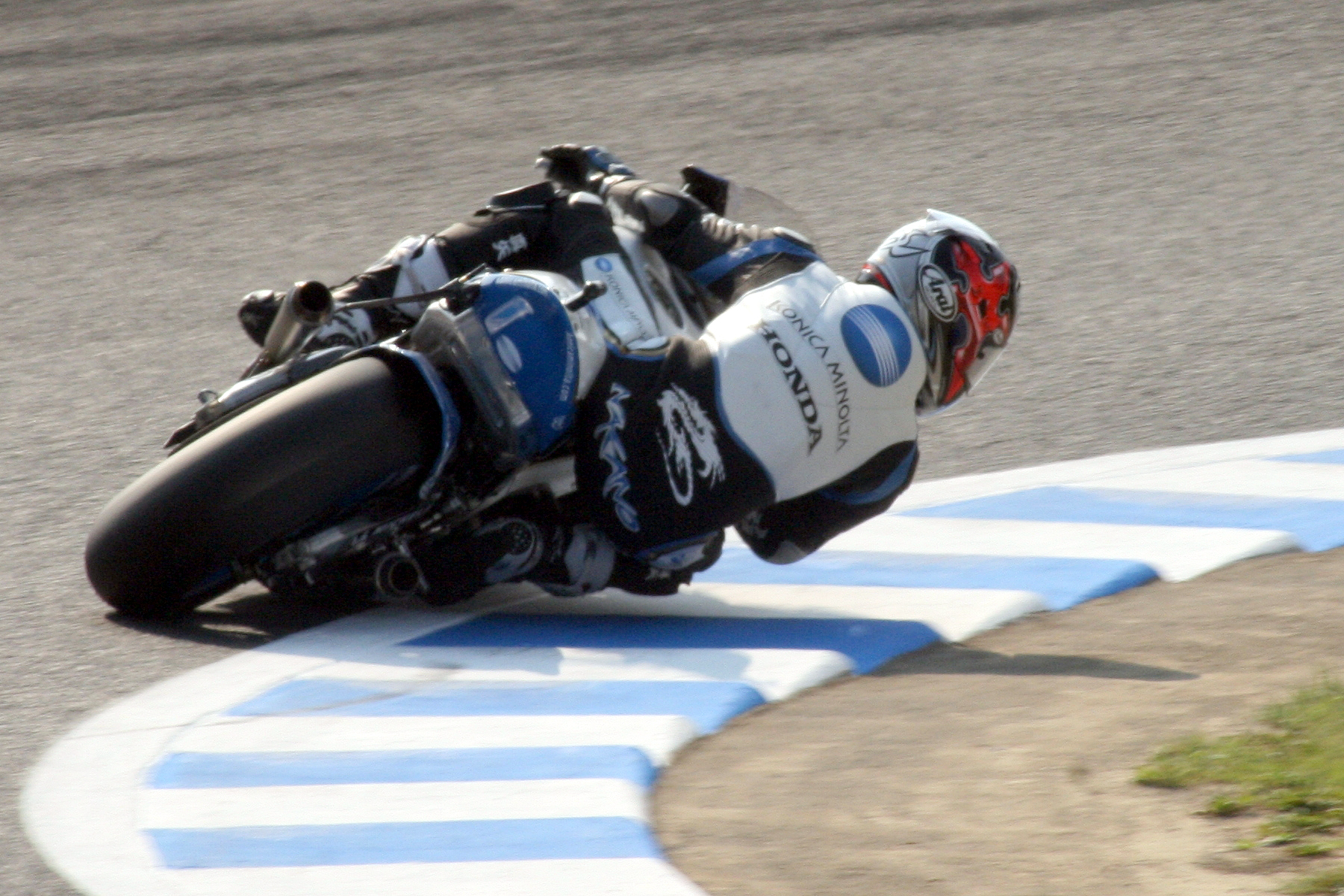
ホンダRC212Vで走行する中野真矢（2007年）

2004年、中野はカワサキレーシングチームへ移籍する。ヤマハ系名門チームの「SP忠男レーシング」出身で、ヤマハの秘蔵っ子と思われていた中野がヤマハを離れた事、2003年は不振に終わったカワサキへの移籍は驚きを持って伝えられた。この移籍を決断した最大の理由は、YZR-M1のウィークポイントに対する要望を出したくても、サテライトチームに所属していた為、その声が届かないのに対し、カワサキのファクトリーライダーとしてマシン開発にも関われるという点からだったという。そして、この年のツインリンクもてぎで開催された日本グランプリで、中野は3位表彰台を獲得した。これはカワサキにとってロードレース世界選手権における23年ぶりの表彰台獲得でもあった。
2006年は第8戦オランダGPで中野自身、そしてカワサキにとってMotoGP最上位の成績となる2位表彰台を獲得。
2007年、中野は3年間在籍したカワサキを離れ、ホンダのサテライトチームであるコニカミノルタ・ホンダへ移籍した。しかしホンダが新しく開発したRC212Vの熟成不足や、マシンの不調もあり、シーズン最高位は10位、年間ランキングも17位と大きく低迷した。
2008年、コニカミノルタ・ホンダを離れ、有力プライベーターチームのグレシーニ・レーシングへ移籍。2年目のホンダ・RC212Vに、カワサキレーシング時代に使用していたブリヂストンタイヤを履き、新天地での巻き返しを図った。前年の不調から脱出し、シーズン最高位はチェコGPの4位。最終的に年間ランキング9位でシーズンを終えた。全18戦中､17戦でポイントを獲得し､全戦でポイントを獲得してチャンピオンとなったV.ロッシに次ぐ安定感を見せた。
2009年は、アプリリア・レーシングより、スーパーバイク世界選手権へ参戦する事が決定した。これにより、MotoGPの連続出場記録が途絶える事となってしまうが、MotoGP初年度の2002年から2008年まで欠場が1回も無かったライダーは中野とロッシの2名だけである。
2009年4月5日、WSB第3戦バレンシアの予選セッション中転倒から鎖骨骨折、決勝不進出となってしまい、世界選手権最高クラスの連続出場記録が途絶えてしまう。10月28日、同シーズン限りでの引退を表明した。

## 人物
- 名前の由来は「弓矢の様に真直ぐ育て」
- トレードマークの目玉ヘルメットは、SP忠男レーシング出身の証である。[5]
- トレードマークのナンバー「56」は、中野の好きなバイク漫画「バリバリ伝説」の主人公・巨摩郡が使用している番号が由来である。[5]
- 2007年12月、3歳年上の女性と結婚した。
- 2008年10月、モーターサイクルファッションブランド、"56design"を千葉県にオープン。
- 長らくMotoGPやスーパーバイク世界選手権等で大排気量バイクに乗っていたにもかかわらず、実は2008年のシーズンオフまで大型自動二輪免許を持っていなかった[6]。従って現役当時は、所属チームのプロモーション活動などで同排気量のレーサーレプリカ等を使う際に、公道でのバイク走行ができないためバイクにまたがり撮影を行うだけなど苦労を強いられたという。
- 自身のモータースポーツの端緒となったポケバイには強い思い入れがあり、一時期は全日本ポケットバイク選手権の運営にも関わり、同レースに「中野真矢杯」の冠名がつけられていた[1]。

## 記録
- 1983年 - 5歳でポケットバイク開始
- 1987年 - 全日本ポケットバイク選手権優勝
- 1989年 - ミニバイクレース開始
- 1992年 - ミニバイク関東選手権SP12エキスパートクラスチャンピオン
茂原グランプリミニバイクSP12エキスパートクラスチャンピオン
茂原グランプリミニバイクSS50クラスチャンピオン
- 1993年 - ミニバイクレースモトチャンプ杯SS50クラスチャンピオン
- 1994年 - SP忠男レーシング
ロードレース関東選手権NB125ランキング3位
ロードレース関東選手権SP250ランキング6位
鈴鹿サンデーオートバイレースSP250チャンピオン
鈴鹿4時間耐久ロードレース優勝
- 1995年 - 全日本ロードレース選手権GP125ランキング12位（SP忠男レーシング）
- 1996年 - 全日本ロードレース選手権GP125ランキング6位（SP忠男レーシング）
- 1997年 - 全日本ロードレース選手権GP250ランキング5位（ヤマハレーシング）
- 1998年 - 全日本ロードレース選手権GP250チャンピオン（BPヤマハレーシング / YZR250）
第3戦筑波サーキットにてコースレコード0'57.430を樹立（2008年現在でもコースレコード）
- 1999年 - ロードレース世界選手権GP250ランキング4位、ルーキー・オブ・ザ・イヤー（1勝/チェスターフィールド・ヤマハ・テック3 / YZR250）
- 2000年 - ロードレース世界選手権GP250ランキング2位（5勝/チェスターフィールド・ヤマハ・テック3 / YZR250）
- 2001年 - ロードレース世界選手権GP500ランキング5位、ルーキー・オブ・ザ・イヤー（ゴロワーズ・ヤマハ・テック3 / YZR500）
- 2002年 - ロードレース世界選手権MotoGPランキング11位（ゴロワーズ・ヤマハ・テック3 / YZR500, YZR-M1）
- 2003年 - ロードレース世界選手権MotoGPランキング10位（ダンティン・ヤマハ / YZR-M1）
- 2004年 - ロードレース世界選手権MotoGPランキング10位（カワサキレーシングチーム / ZX-RR）
- 2005年 - ロードレース世界選手権MotoGPランキング10位（カワサキレーシングチーム / ZX-RR）
- 2006年 - ロードレース世界選手権MotoGPランキング14位 （カワサキレーシングチーム / ZX-RR）
- 2007年 - ロードレース世界選手権MotoGPランキング17位 （コニカミノルタ・ホンダ / RC212V）
- 2008年 - ロードレース世界選手権MotoGPランキング9位 （サンカルロ・ホンダ・グレシーニ / RC212V）
- 2009年 - スーパーバイク世界選手権 （アプリリア・レーシング / RSV4）

(key) （太字はポールポジション、斜体はファステストラップ）
| 年     | クラス | チーム                | マシン | 1       | 2      | 3       | 4       | 5       | 6       | 7       | 8      | 9       | 10      | 11      | 12      | 13      | 14     | 15      | 16      | 17     | 18     | ポイント | 順位 | 勝利数 |
| ------ | ------ | --------------------- | ------ | ------- | ------ | ------- | ------- | ------- | ------- | ------- | ------ | ------- | ------- | ------- | ------- | ------- | ------ | ------- | ------- | ------ | ------ | -------- | ---- | ------ |
| 1998年 | 250cc  | ヤマハ                | YZR250 | JPN 2   | MAL    | ESP     | ITA     | FRA     | MAD     | NED     | GBR    | GER     | CZE     | IMO     | CAT     | AUS 4   | ARG    |         |         |        |        | 33       | 19位 | 0      |
| 1999年 | 250cc  | テック3 ヤマハ        | YZR250 | MAL 3   | JPN 1  | ESP Ret | FRA 2   | ITA 5   | CAT 4   | NED 5   | GBR 3  | GER 4   | CZE 4   | IMO 5   | VAL 4   | AUS 4   | RSA 2  | BRA 15  | ARG 5   |        |        | 207      | 4位  | 1      |
| 2000年 | 250cc  | テック3 ヤマハ        | YZR250 | RSA 1   | MAL 1  | JPN 3   | ESP 15  | FRA 2   | ITA 1   | CAT 3   | NED 3  | GBR 7   | GER 3   | CZE 1   | POR Ret | VAL 1   | BRA 4  | PAC 2   | AUS 2   |        |        | 272      | 2位  | 5      |
| 2001年 | 500cc  | テック3 ヤマハ        | YZR500 | JPN 5   | RSA 4  | ESP 4   | FRA 11  | ITA 8   | CAT 4   | NED 5   | GBR 6  | GER 3   | CZE DNS | POR 9   | VAL 7   | PAC 6   | AUS 7  | MAL 4   | BRA 9   |        |        | 155      | 5位  | 0      |
| 2002年 | MotoGP | テック3 ヤマハ        | YZR500 | JPN Ret | RSA 8  | ESP 17  | FRA 13  | ITA 11  | CAT Ret | NED 8   | GBR 10 | GER 5   | CZE Ret | POR 12  | BRA Ret | PAC 16  |        |         |         |        |        | 68       | 11位 | 0      |
| 2002年 | MotoGP | テック3 ヤマハ        | YZR-M1 |         |        |         |         |         |         |         |        |         |         |         |         |         | MAL 6  | AUS 13  | VAL 6   |        |        | 68       | 11位 | 0      |
| 2003年 | MotoGP | ダンティン ヤマハ     | YZR-M1 | JPN 9   | RSA 11 | ESP 8   | FRA 14  | ITA 5   | CAT 5   | NED 13  | GBR 9  | GER 7   | CZE 14  | POR 12  | BRA 8   | PAC 9   | MAL 8  | AUS 7   | VAL Ret |        |        | 101      | 10位 | 0      |
| 2004年 | MotoGP | カワサキ              | ZX-RR  | RSA 12  | ESP 9  | FRA Ret | ITA Ret | CAT 7   | NED Ret | BRA 9   | GER 7  | GBR 15  | CZE 12  | POR 11  | JPN 3   | QAT Ret | MAL 8  | AUS 12  | VAL 7   |        |        | 83       | 10位 | 0      |
| 2005年 | MotoGP | カワサキ              | ZX-RR  | ESP 5   | POR 8  | CHN Ret | FRA 8   | ITA 10  | CAT 9   | NED 8   | USA 9  | GBR Ret | GER 6   | CZE 12  | JPN Ret | MAL Ret | QAT 7  | AUS 7   | TUR 10  | VAL 11 |        | 98       | 10位 | 0      |
| 2006年 | MotoGP | カワサキ              | ZX-RR  | ESP 7   | QAT 11 | TUR 8   | CHN 8   | FRA 12  | ITA 11  | CAT DSQ | NED 2  | GBR Ret | GER 6   | USA Ret | CZE 8   | MAL Ret | AUS 8  | JPN Ret | POR Ret | VAL 7  |        | 92       | 14位 | 0      |
| 2007年 | MotoGP | コニカミノルタ ホンダ | RC212V | QAT 10  | ESP 10 | CHN 13  | TUR Ret | FRA Ret | ITA 13  | CAT 15  | GBR 14 | NED 12  | GER Ret | USA 12  | CZE 14  | RSM 10  | POR 11 | JPN 16  | AUS 13  | MAL 16 | VAL 14 | 47       | 17位 | 0      |
| 2008年 | MotoGP | グレシーニ ホンダ     | RC212V | QAT 13  | ESP 9  | POR 10  | CHN 10  | FRA 10  | ITA 9   | CAT 9   | GBR 9  | NED 8   | GER 9   | USA 10  | CZE 4   | RSM 12  | IND 17 | JPN 8   | AUS 5   | MAL 5  | VAL 7  | 126      | 9位  | 0      |

## テレビ出演
- 大人のバイク時間 MOTORISE（2010年2月21日 - 、BSイレブン） - パーソナリティー

## 脚註
1. 1 2  日本の二輪モータースポーツの原点 千葉北ポケバイコースで中野真矢が語る - RIDERS CLUB・2021年11月23日
2. ↑  RACERS Vol06 (三栄書房)より
3. ↑  中野真矢 引退のご挨拶 - shinya56.com（公式ウェブサイト）、2009年10月28日
4. ↑  二輪レースの“王子”「燃え尽きた」と涙で引退発表 - 毎日jp（毎日新聞社）、2009年10月28日
5. 1 2  “About 56design／56designのご紹介”.   56design. 2013年8月18日閲覧。
6. ↑  中野真矢涙の引退「チームに迷惑かかる」 - nikkansports.com・2009年10月28日